# Turmhügel Buttendorf
Der Turmhügel Buttendorf ist eine abgegangene mittelalterliche Turmhügelburg (Motte) auf dem Grundstück Hügelstraße 1 in Buttendorf, einem heutigen Gemeindeteil des Marktes Roßtal im Landkreis Fürth in Bayern.
Die Burg wurde 1132 erwähnt und 1464 zerstört. Von der ehemaligen Mottenanlage sind noch Wall- und Grabenreste erhalten. 